# Личный номер (фильм)
«Личный номер» — российский художественный кинофильм 2004 года. В основе сюжета лежит террористический акт с захватом заложников на мюзикле «Норд-Ост», осенью 2002 года в Москве.

## Сюжет
Чечня. После перехвата сигнала спутникового телефона одного из руководителей боевиков российские вертолёты Ми-24 уничтожают близ границы с Грузией два джипа Range Rover. На месте ракетной атаки находят выжившего — попавшего в плен к террористам майора Алексея Смолина.
Смолин скован наручниками, измучен и обессилен, на теле следы жестоких пыток. Он — кадровый офицер спецназа ФСБ: отлично стреляет из всех видов огнестрельного оружия, владеет холодным оружием, хорош в рукопашном бою, прекрасно ориентируется на местности, не только блестяще водит автомобиль, но и способен в случае необходимости пилотировать самолёт, в том числе тяжёлый грузовой борт, свободно говорит по-английски, обладает развитым тактическим мышлением, умеет предугадать и предупредить действия противника.
Алексея доставляют в комендатуру на блок-пост федеральных сил. Офицеры с ужасом просматривают видеокассету, обнаруженную на месте расстрела джипов. На кассете записано «признание» майора Смолина в том, что его группа якобы по заданию ФСБ совершила несколько терактов в российских городах. Российские военные настолько возмущены «откровениями» Смолина, что даже не позволяют ему связаться с руководством: «Ты уже всё сказал, майор». Вскоре на базе появляется журналистка телекомпании «World News» Кэтрин Стоун. Смолину удаётся захватить автомобиль журналистов, в котором находилась и Стоун, и бежать. Бросив машину с пустыми баками, они добираются до небольшого города, куда Алексею, естественно, нельзя. По дороге Смолин подробно рассказывает, что записанное на видеокассете «признание» на самом деле получено под пытками и воздействием психотропных препаратов. Но «есть кассета, а все разговоры — ерунда». Майор отдаёт Кэтрин свой жетон с личным номером 40021 с просьбой передать его в Москве через приёмную ФСБ генералу Карпову и уходит.
Тем временем в Риме готовится открытие международного саммита по борьбе с терроризмом. Арабская террористическая группировка «Ансар Алла» по приказу своих заокеанских покровителей готовит беспрецедентный теракт — она намерена применить в Риме «грязную бомбу», которая сделает несколько тысяч квадратных километров непригодными для жизни на сотни лет. Для этого арабам нужно получить капсулу с изотопами плутония, украденную в Великобритании и доставленную дипломатической почтой в Латвию. Для своих целей террористы решают «втёмную» воспользоваться помощью чеченских боевиков, финансируемых Львом Покровским, беглым российским олигархом и партнёром заокеанских боссов террористов. Покровскому предлагается следующее: чеченские террористы захватят цирк в Москве, возьмут полный зрительный зал, всех артистов и работников цирка в заложники и потребуют пригласить для переговоров Покровского, утверждая, что они доверяют только ему и только он способен остановить войну в Чечне. Покровский, которому в России грозит немедленный арест, проведёт фиктивные переговоры и триумфально «освободит» две тысячи заложников, среди которых будет не менее тысячи детей. Таким образом, он вернётся в страну «на белом коне» и одновременно отомстит своим политическим врагам, подбросив средствам массовой информации дубликат кассеты с «признанием» Смолина, который сумел спасти из расстрелянного на грузинской границе «Рэйндж-ровера» уцелевший боевик Покровского Саулюс Бойкис, организатор комбинации со Смолиным. Покровский соглашается подключиться к операции «Ансар Аллах», однако ни он, ни участвующие в теракте чеченцы не догадываются, что всё это — только прикрытие реального, главного плана международных террористов.
Покровский даёт Бойкису ещё одно задание в Москве: для того, чтобы кассета «сработала», необходимо нейтрализовать Смолина. Но непосредственный начальник майора, генерал Карпов, игнорируя постановление на арест Смолина, выписанное Военной прокуратурой, укрывает его на служебной даче ФСБ. Тогда, чтобы выманить Алексея из его убежища, Саулюс вручает билеты в цирк школьникам класса, где учится дочь Смолина Ира.
Совместная группа арабских и чеченских террористов захватывает здание цирка. Боевики требуют доставить к ним западных журналистов, среди которых оказывается и Кэтрин Стоун, а также вызвать из Лондона Покровского; Бойкис одновременно звонит бывшей жене Смолина и требует, чтобы майор тоже явился в цирк. Пока срочно сформированный штаб антитеррористической операции решает, что предпринять, Смолин, которого бывшая жена разыскала через генерала Карпова, пробирается в здание цирка через ливневую канализацию и спасает дочь, попутно уничтожает нескольких террористов, в том числе Бойкиса, и освобождает тех заложников, которых держали не в зрительном зале.
Невольным соучастником захвата цирка оказывается Умар Тамиев, сын видного чеченского политика, министра республиканского правительства, работающий в бизнесе Покровского. По приказу Покровского Бойкис должен был доставить Тамиева на место теракта и заставить его выступить перед западными телекорреспондентами с рассказом о «тяжёлой участи угнетённого чеченского народа», а затем ликвидировать его, потому что Покровский приревновал к нему свою любовницу Машу. Тамиев отказывается выступать, он готов погибнуть, но успевает вмешаться Смолин, и Умар остаётся в цирке в надежде убедить своих земляков сложить оружие.
Арабские боевики «Ансар Алла» требуют предоставить им БТР до аэропорта и самолёт. Получив в своё распоряжение БТР-е 80, они вместе со Стоун отправляются в Шереметьево. За ними следует машина с телеоператором «World News», который должен непрерывно снимать движущийся по московским улицам бронетранспортёр и транслировать изображение в эфир, иначе араб-смертник, который остаётся вместе с чеченцами в цирке, чтоб следить за телетрансляцией, взорвёт цирк, просто разжав ладони, которыми он удерживает предохранитель детонатора (то же самое произойдёт, если нападут на главаря террористов или начнут штурм). Лидер арабов Хасан оставляет командиру чеченцев талисман — подаренный ему «Учителем», руководителем «Ансар Алла» боевой нож с алмазом в рукоятке, «помогающий в делах, угодных Всевышнему».
По дороге в аэропорт террористы загружают в бронетранспортёр капсулу с плутонием, которую до этого их коллеги похитили в Латвии и перевезли в Москву, затем провоцируют автокатастрофу с милицейским эскортом, блокируют дорогу и направляются в Шереметьево. БТР исчезает с экранов. Штаб антитеррористической операции, возглавляемый генералом Карповым, понимая, что теперь цирк террористам больше не нужен и вот-вот будет взорван, решается на штурм. Тамиев делает попытку убедить чеченцев сдаться. Увидев, что штурмовая группа начала проникновение в цирк, он отвлекает террористов и, в последний момент схватив нож-талисман, протыкает им насквозь обе ладони смертника с зажатым между ними взрывателем и прибивает их к столу, при этом сам получает тяжёлое ранение. Спецназ стремительно зачищает цирк и освобождает заложников; Тамиев остаётся жив. Не успевший к этому моменту долететь до России Покровский разворачивает самолёт и возвращается в Лондон.
В это время Смолин, покинув штаб, где он успел доложить всю собранную им информацию о цирке и террористах в нём, на вертолёте МЧС догоняет БТР с террористами и спрыгивает на него. Бронетранспортёр, проломив ворота, врывается на территорию аэропорта, но поворачивает не к предоставленному по требованию боевиков самолёту, при пересадке в который предполагалось их ликвидировать, а к грузовому терминалу, где боевиками «Ансар Алла» был заранее захвачен другой самолёт. БТР с ходу въезжает в огромный трюм Ил-76, спрыгнувший с него Смолин успевает укрыться в закрывающейся грузовой рампе. После того, как Ил-76 взлетает, террористы устанавливают автопилот на курс к Риму и активируют сопряжённый с компьютером взрыватель, который должен взорвать капсулу с плутонием, как только самолёт  снизится до 3000 метров. При попытке уничтожить Ил выше этой отметки заряд также неминуемо сдетонирует, причём, чем выше это будет сделано, тем больше окажется площадь поражения. Таким образом, самолёт становится бомбой, которую невозможно обезвредить.
Над Смоленском главарь террористов Хасан убивает двоих своих соратников в грузовом отсеке и собирается покинуть Ил-76 с парашютом, перед этим картинно обрисовав обречённой на смерть Кэтрин, которая ещё в цирке согласилась сопровождать арабов и вести репортаж в режиме реального времени в обмен на освобождение 30 детей, истинную суть своих планов и назначение присоединённого к ноутбуку альтиметра. Готовясь к прыжку, Хасан открывает грузовой люк, но оттуда неожиданно появляется Смолин, который убивает троих последних террористов, покинувших кабину пилотов, и в драке с Хасаном, выбрасывает террориста, который не успел надеть парашют, из самолёта. Во время перестрелки несколько пуль повреждают корпус и один из двигателей, самолёт начинает снижение. Тем временем к Ил-76 приближаются два перехватчика Су-27, получивших приказ сбить его, как только он долетит до наименее населённой территории, но ни в коем случае не дать самолёту покинуть пределы Российской Федерации. Кэтрин и Алексей снова выходят в эфир «World News» по служебному телефону журналистки и убеждают антитеррористический штаб отменить приказ об уничтожении самолёта. Тем не менее главная проблема — альтиметр, который даст бомбе команду на подрыв — всё ещё остается нерешённой. Но оказывается, что террористы в спешке допустили небольшую оплошность — поскольку у всех, находившихся в цирке, сразу же были отобраны сотовые телефоны, они, заблокировав клавиатуру, просто не подумали о необходимости отключить или хотя бы запаролить Bluetooth на своём компьютере. Навороченный спутниковый телефон Кэтрин после включения «обнаруживает» рядом с собой ноутбук арабов и совершенно неожиданно устанавливает блютус-соединение с ним. Через этот телефон, на последних крохах заряда батареи, совместными усилиями множество программистов и криптографов ФСБ и спецслужб стран НАТО, в бешеном темпе за несколько минут взламывают компьютер, сопряжённый с альтиметром и управляющий взрывным устройством, полностью перезагружают его и отключают программу. Смолину, в свою очередь, с колоссальным трудом удаётся посадить самолёт на заброшенный белорусский аэродром. Во время посадки майор, понимающий, что сейчас его слышит весь мир, наговаривает прямо в эфир заявление о том, что запись на видеокассете с его участием была сделана под страшными пытками, под воздействием наркотиков и угроз его семье.
Как только угроза катастрофы оказывается устранена, военные самолеты США, стран НАТО и России наносят ракетные и авиационные удары по лагерю «Ансар Алла» на Ближнем Востоке, но руководство группировки во главе с «Учителем», предупреждённым таинственными заокеанскими покровителями, за 15 минут до атаки успевает покинуть базу. Позднее их следы обнаруживают в Панкисском ущелье Грузии.

## В ролях
| Актёр               | Роль                                                                                |
| ------------------- | ----------------------------------------------------------------------------------- |
| Алексей Макаров     | майор Алексей Смолин                                                                |
| Луиза Ломбард       | журналистка Кэтрин Стоун                                                            |
| Юрий Цурило         | генерал ФСБ Сергей Ильич Карпов                                                     |
| Виктор Вержбицкий   | Лев Михайлович Покровский (аллюзия на Березовского)                                 |
| Егор Пазенко        | Саулюс Бойкис Помощник Покровского и один из главарей террористов, захвативших цирк |
| Вячеслав Разбегаев  | чеченец Умар Адельханович Тамиев (помощник Покровского)                             |
| Рамиль Сабитов      | Хасан Главарь арабских террористов                                                  |
| Йосеб Джачвлиани    | Главарь чеченцев                                                                    |
| Джон Эймос          | адмирал Мелори глава разведывательного департамента Военного комитета НАТО          |
| Мария Голубкина     | Татьяна Смолина бывшая жена Алексея                                                 |
| Линда Табагари      | Ира Смолина дочь Алексея и Татьяны                                                  |
| Мария Сёмкина       | Маша                                                                                |
| Уиллер Верн         | телеоператор «World News», работающий с Кэтрин Стоун                                |
| Олег Морозов        | личный помощник генерала Карпова                                                    |
| Владислав Копп      | Член АТШ                                                                            |
| Александр Карпов    | Марченко                                                                            |
| Геннадий Козлов     | советник президента России                                                          |
| Вадим Колганов      | «Наружка»                                                                           |
| Орсо Мария Гуэррини | премьер-министр Италии                                                              |
| Александр Наумов    | журналист в цирке                                                                   |
| Светлана Копылова   | классный руководитель                                                               |

## Сиквел
В октябре 2005 года создатели «Личного номера» заявили, что приступили к работе над продолжением — «Точка касания».
Главным героем фильма должен стать Умар Тамиев (Вячеслав Разбегаев), а также известная голливудская актриса класса А (по слухам — Николь Кидман). Бюджет картины — $12 млн

## Факты
- Несмотря на возражение офицера ГРУ, Героя России Алексея Галкина, создатели фильма всё-таки упомянули в титрах, что прототипом главного героя является Галкин[3][4].
- Транспортный самолёт Ил-76, сшибающий бетонные плиты во время аварийной посадки и почти разваливающийся на куски, снимался вживую на Ивановском аэродроме. Для съёмок был взят списанный борт. За штурвалом самолёта сидел генерал-майор Александр Ахлюстин — начальник 610 ЦБП и ПЛС.
- Транспортный «Ил», заходящий на посадку, переваливаясь с боку на бок, также снимался живьём — правда, на другом аэродроме.
- В одном из кадров фильма можно увидеть по телевизору заставку и выпуск информационной программы Первого канала «Время» с Екатериной Андреевой, в котором сообщается о террористическом акте в цирке.
- Здание цирка — стадион «Дружба» в Лужниках (Лужнецкая набережная, д. 24).
- Кадры, где на перехват самолёта Ил-76 вылетают 3 истребителя F-16 ВВС одной из стран НАТО, взяты из фильма «Цена страха».
- Съемки лагеря боевиков проходили в степях Калмыкии.
- Согласно исследователям российских спецслужб Андрею Солдатову и Ирине Бороган, фильм создавался под руководством ФСБ, чтобы показать  правильную версию ключевых для ведомства событий —  взрывов домов в Москве  и теракта на Дубровке [5].